# 유패 (고곽애후)
유패(劉霸, ? ~ ?)는 전한의 제후로, 하간헌왕의 후손이다.

## 생애
아버지 유칭의 뒤를 이어 고곽후(高郭侯)에 봉해졌다.
시호를 애(哀)라 하였다. 후사가 없어 작위가 폐지되었다가, 동생 유이중이 이었다.

## 출전
- 반고, 《한서》 권15상 왕자후표 上

| 선대 아버지 고곽공후 유칭 | 전한의 고곽후 ? ~ ? | 후대 동생 유이중 |